# Robert Hunter (roer)
 Der er flere personer med dette navn, se Robert Hunter.
Robert Sinclair Hunter (27. marts 1904 – 25. marts 1950) var en canadisk roer som deltog i de olympiske lege 1924 i Paris.
Hunter vandt en sølvmedalje i roning under OL 1924 i Paris. Han var med på den canadiske otteren som kom på en andenplads efter USA. Deltagerne på den canadiske otter bestod af Arthur Bell, Robert Hunter, William Langford, Harold Little, John Smith, Warren Snyder, Norman Taylor, William Wallace og Ivor Campbell som var styrmand.